# لی ادی
لی ادی (انگلیسی: Lee Addy؛ زادهٔ ۷ ژوئیهٔ ۱۹۹۰) یک بازیکن فوتبال اهل غنا است.
وی همچنین در تیم ملی فوتبال غنا بازی کرده‌است و سابقه حضور در جام جهانی ۲۰۱۰ را هم در کارنامه دارد.